# 馬來西亞—土耳其關係
馬來西亞－土耳其關係是指马来西亚和土耳其之間历史上与现代的雙邊關係。现代土耳其与马来西亚于1964年6月17日树立邦交。建交以來兩國高層交往頻繁，各領域來往不斷，两国也通过在聯合國、伊斯蘭合作組織等国际平台间的交流互动进一步巩固了邦谊。

## 政治交流

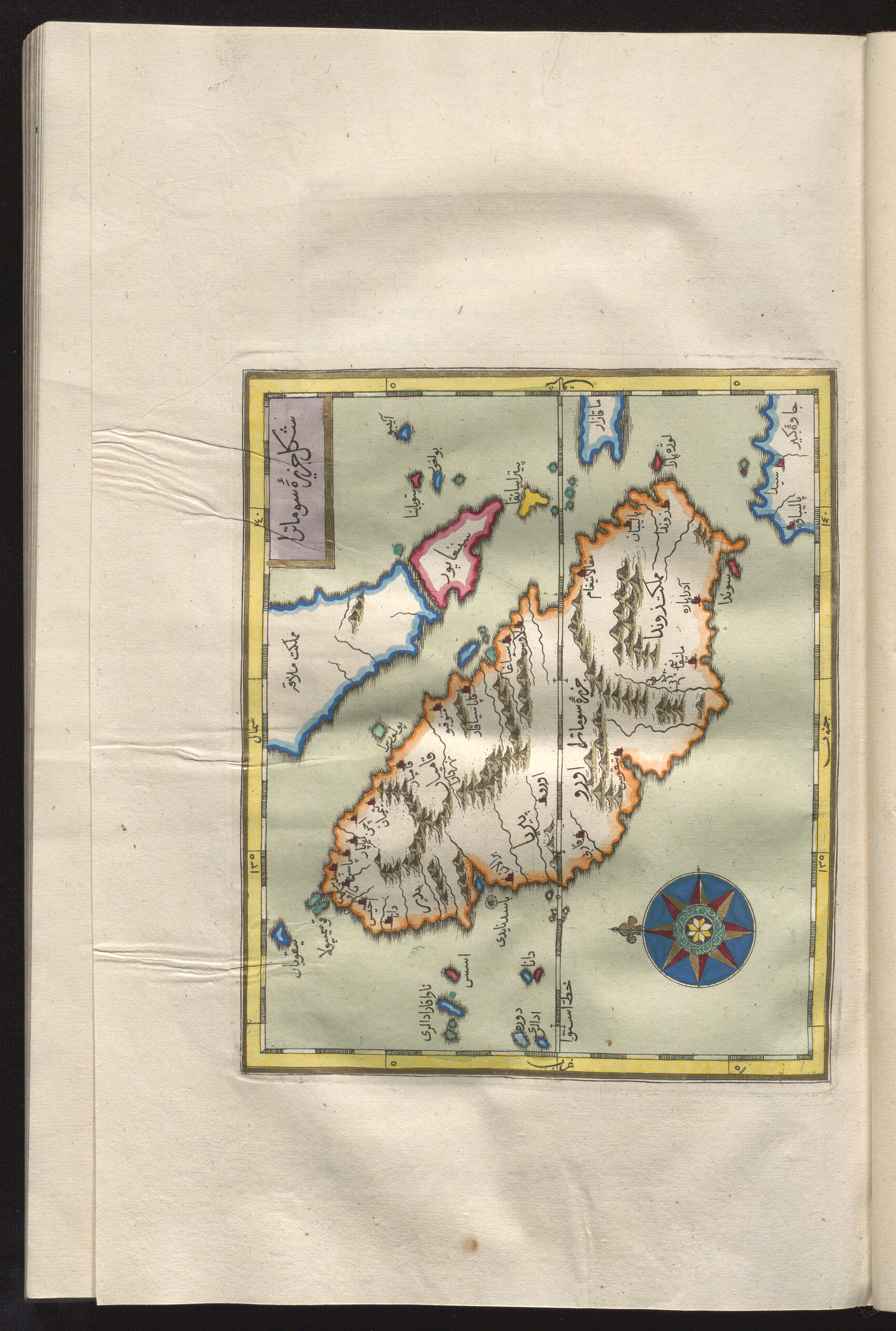
鄂图曼帝国学者所绘制的苏门答腊岛地图，其中也包括了马来半岛。

早在16世纪初，鄂圖曼帝國與马来群岛就建立了政治联系，当年的鄂图曼帝国為了努力協助今屬印尼的亞齊蘇丹國，曾派遣船舰远征亚齐，支持亚齐对抗柔佛蘇丹國。进入19世纪80年代，柔佛苏丹阿布·峇卡则造访了鄂图曼帝国的伊斯坦布尔，并向鄂图曼帝国寻求抵抗英国殖民统治的良策。
1957年，马来亚脱离英国独立，不过，直到20世纪60年代，因为受到印马对抗的影响，马来西亚才开始加强与包括土耳其在内的中东国家的外交关系，积极寻求土耳其在国际事务中对自己的支持。1964年6月17日，土耳其与马来西亚建立正式外交关系，土耳其也开始向馬來西亞派遣大使，驻地位于泰国曼谷。此后两国关系友好顺利发展，在各领域的交流更加频繁，高层互访不断。大马首相也经常出访土耳其，以巩固双边关系。1976年，土耳其政府在吉隆坡设立常驻大使馆。1977年，大马首相胡先翁出访土耳其，并就賽普勒斯問題、以巴冲突等议题与土耳其高层进行了交流。期间，两国也签署经济与技术、文化、贸易协定。土耳其政府并赞赏了大马为东南亚和平与稳定所做的贡献。
1983年，大马首相马哈迪·莫哈末出访了土耳其。期间，马哈迪表示有兴趣加强与土耳其的军事合作，从土耳其购买武器；并希望与土耳其建立直接贸易关系，更与土耳其政府签署了一项航空协议。同年，土耳其总理比連德·烏盧蘇访问了大马，成为馬、土建交以来首个访问大马的土耳其政府首脑，期间，两国政府也同意在经济与文教领域加强合作，土耳其政府也承诺将向大马直接采购更多产品。烏盧蘇还表示馬、土双边密切合作，可以成为“伊斯兰国家共同市场的典范”，双边合作的经验“可以拓展至其他伊斯兰国家”。
进入21世纪，土耳其政府开始奉行“东向外交”，并积极加强与包括马来西亚在内的亚洲国家之邦谊。2011年，大马首相纳吉·阿都拉萨出访土耳其，并与土耳其签订价值7.65亿美元的军购协议及互免签证协议，促进了两国民间的人员往来。三年后纳吉再度访土，两国又签署了自由贸易协定，进一步加强了经贸关系。
2022年，大马首相依斯迈沙比里出访土耳其并与土耳其总统埃尔多安举行会谈，期间双方同意继续加强贸易关系，土耳其也将向大马提供新冠疫苗援助，以进行技术转让、疫苗开发领域的合作。同时两国政府一致同意将双边关系提升为“全面战略伙伴关系”。同年8月，大马最高元首苏丹阿都拉访土期间，埃尔多安也向阿都拉授予了“土耳其共和國國家勳章”。

## 军事交流
1993年，马来西亚与土耳其签署军事训练合作协议，以促进两国军事代表团之来往及军事学院的合作。土耳其也重视与马来西亚的军事交流，不仅经常参加在吉隆坡举行的亞洲防務展覽，推广本国的国防企业的产品，且在驻马来西亚大使馆内设有武官室。马来西亚也多次向土耳其采购包括装甲车、船只、无人机和各种武器系统等军事设备，并有兴趣与土耳其合作生产装甲战车等军事武器。

## 经济交流

### 贸易
马来西亚与土耳其建交后即确立正式经贸关系，两国于1977年签署的贸易协定、经济与技术合作协议、1983年签署的船运协议等双边条约，促进了馬、土二国的直接贸易往来。2014年，两国更签署自由贸易协定，并有计划扩大该协议，以进一步提高贸易表现。2021年，馬、土双边贸易额达到35.4亿美元，其中大马主要向土耳其出口棕榈油等植物油、橡胶制品等商品，而土耳其则向大马出口鐵塊、生鐵錠及黄金等金属产品。土耳其也长期为大马棕榈油、橡胶制品在中东地区的主要市场之一。

### 投资与技术合作
自20世纪70年代以来，土耳其加强了与大马的投资与技术合作关系，不仅在建筑业、汽车制造业，近年也在航太業、石油与天然气开采等领域加强了合作。而馬來西亞機場控股等大马企业也在土耳其开展了广泛的业务，马来西亚对土耳其的投资主要集中在機場管理、醫療保健和零售領域，其中馬來西亞機場控股对伊斯坦堡萨比哈·格克琴国际机场的投资为大马在土耳其最大的投资案之一。

## 人文交流

### 旅行与签证

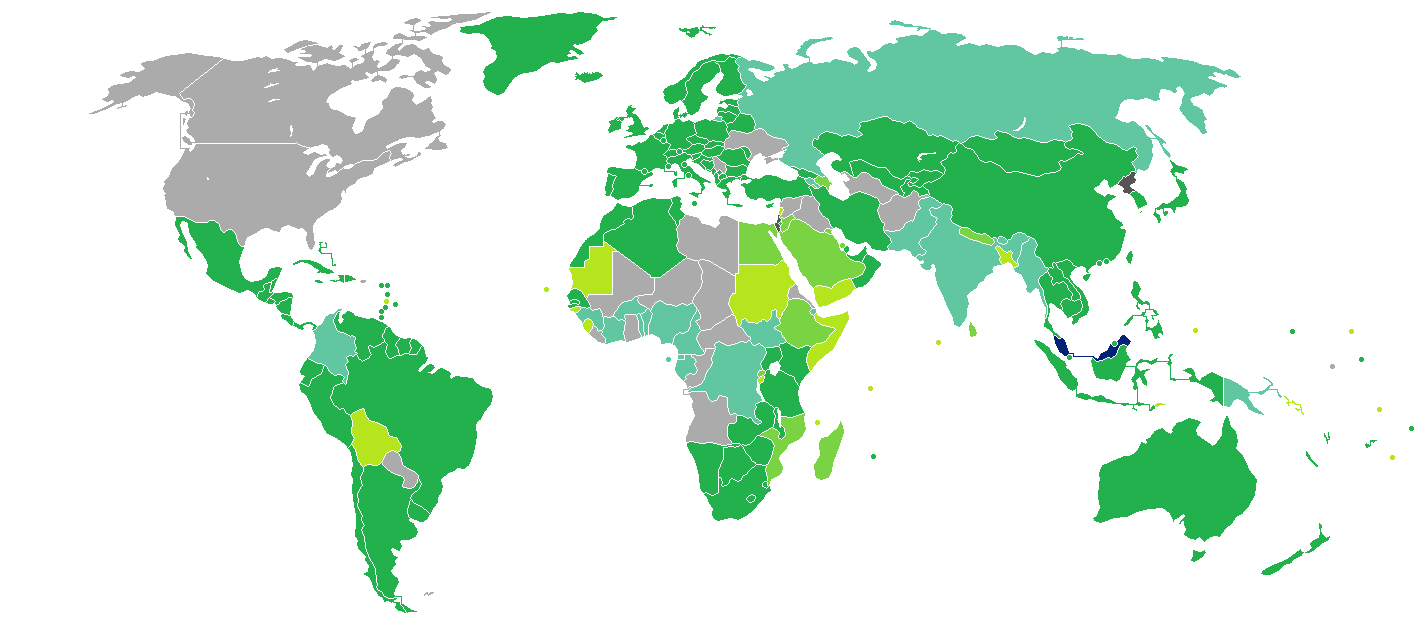
持馬來西亞護照的馬來西亞公民簽證要求分布圖：入境土耳其可以免簽證。

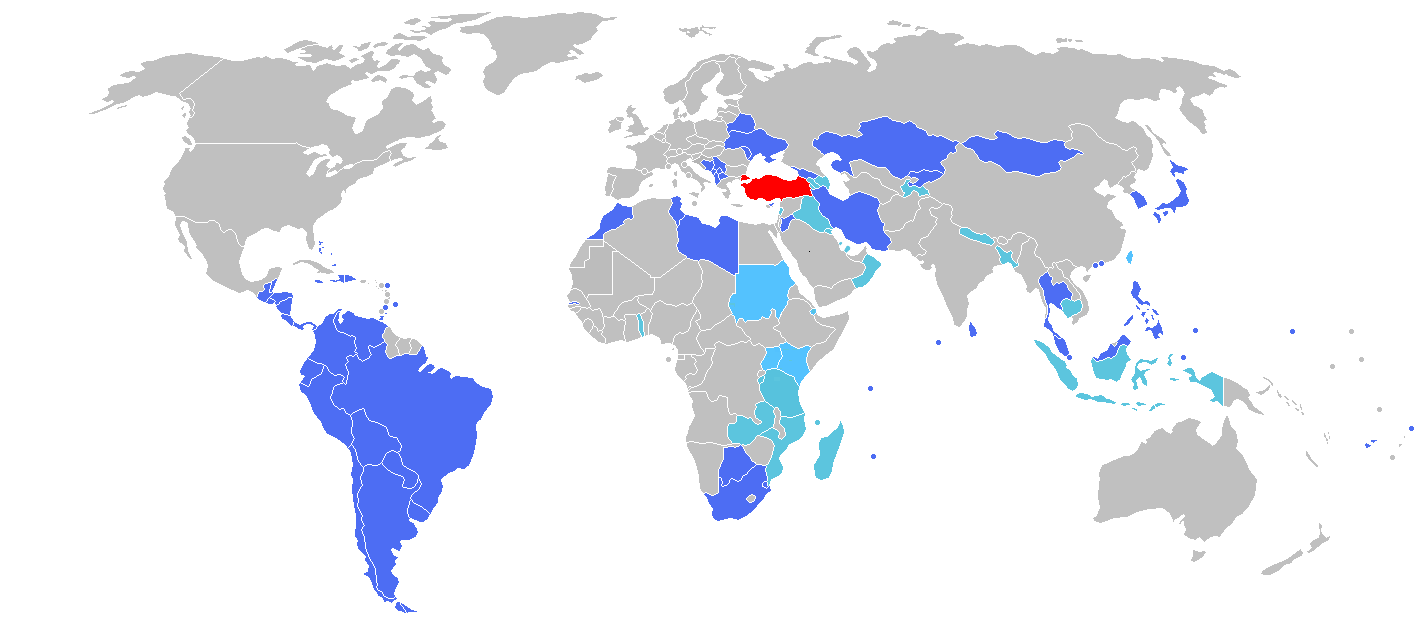
持土耳其護照的土耳其公民簽證要求分布圖：入境馬來西亞可以免簽證。

2011年，馬、土二国签署互免签证协议，以促进两国民间的人员往来。据此协议，两国公民持有有效护照等证件者无需申请签证即可入境對方國家，停留最多90天。2019年，分別有10.7万名大马公民赴土耳其旅遊，以及1.5万名土耳其遊客前往馬國觀光。

### 文教
馬、土两国于1977年签署双边文化合作协议，为促进两国的艺文交流提供了法理依据。此外，两国的城市间交流也取得了一定的成果，吉隆坡與安卡拉、柔佛州新山與伊斯坦布爾等城市已经确立了姊妹城市關係。土耳其政府也通过驻馬大使馆的文化促進參贊、吉隆坡尤努斯·埃姆雷学院及伊斯坦堡的马来西亚旅游局办事处进一步促进文教交流。
两国在文教领域拥有良好的交流渠道，1977年，土耳其卫生部长访问大马并考察大马医药服务后，两国的医疗卫生人员及攻读医学科系的留学生开始前往对方国家学习深造。土耳其也开始提供奖学金予大马留学生就读该国的各大高等院校，截至2022年，已经有数百名馬來西亞留學生受益于土耳其政府的奖学金计划。而大马政府也正在积极对外推广，以吸引更多土耳其留学生前往大马留学。

### 人道主义援助
2023年，土耳其发生强烈地震后，马来西亚首相安华·依布拉欣2月6日宣布马来西亚政府将派遺智能搜索和救援小組的75名成員和两名搜救犬，以協助土耳其救援工作。此外马来西亚中央政府亦向土耳其政府提供200万美金的人道主义援助。2月11日马来西亚国防部派出两架运输机A400M以协助救援，2月11日，马来西亚皇家军队更派出43名医护人员和物资前往救护。

## 交通

### 航空
两国有定期的客运直航航班，每周往返于吉隆坡与伊斯坦堡两座城市之间。2019年，土耳其航空也开通了伊斯坦堡阿塔圖克機場直航吉隆坡的货运航班：

#### 客運
| 马来西亚 | 土耳其                 |
| -------- | ---------------------- |
| 吉隆坡   | 伊斯坦堡（土耳其航空） |

### 货运
| 马来西亚 | 土耳其                          |
| -------- | ------------------------------- |
| 吉隆坡   | 伊斯坦堡-阿塔图克（土耳其航空） |

## 引用
1. 1 2  阿纳多卢（2022年）
2. ↑  Azra（2006年）
3. ↑  牛津（2010年）
4. ↑  Abdullah（2011年）
5. ↑  朱陆民（2017年）
6. ↑  南洋商报（1964年）
7. ↑  星洲日報（1976年）
8. 1 2 3 4  南洋商报（1977年）
9. 1 2 3  联合早报（1）（1983年）
10. ↑  联合早报（1983年）
11. ↑  邓红英（2010年）
12. ↑  胡雨（2011年）
13. 1 2 3  联合早报（2011年）
14. ↑  朱陆民（1）（2017年）
15. 1 2  星洲日報（2014年）
16. ↑  越通社（2022年）
17. ↑  Bernama（2022年）
18. ↑  联合早报（1993年）
19. ↑  阿纳多卢（1）（2022年）
20. ↑  泰国（2017年）
21. 1 2  Taitra（2022年）
22. ↑  半岛电视台（2019年）
23. ↑  美国（2022年）
24. ↑  南洋商报（2022年）
25. ↑  南洋商报（1）（2022年）
26. ↑  经济复杂性研究中心（2022年）
27. ↑  董定超（2012年）
28. ↑  郑淑娟等（2012年）
29. ↑  南洋商报（1976年）
30. ↑  联合早报（2）（1983年）
31. 1 2 3 4  大使馆（2023年）
32. ↑  南洋商报（1）（1977年）
33. ↑  教育马来西亚（2023年）
34. ↑  新海峡时报（2023年）
35. ↑  TRT（2019年）